# Paraegialoalaimus filicaudatus
Paraegialoalaimus filicaudatus is een rondwormensoort uit de familie van de Linhomoeidae. De wetenschappelijke naam van de soort is voor het eerst geldig gepubliceerd in 1934 door Allgén.